# Franchesca Caniguán
Franchesca Marlen Caniguan González  (Talca, 15 de noviembre de 1999) es una futbolista profesional chilena. Juega como Delantera en la Universidad de Chile de la Primera División de Chile. Ha sido internacional con la selección chilena. Se caracteriza por su buen juego aéreo.

## Trayectoria
Con solo 14 años se unió a las filas de Rangers, el equipo de su ciudad natal.   En dicho plantel destacaría de forma constante pese a su corta edad, disputando los playoffs por el campeonato en gran parte de su estadía. 
Con 19 años, y con Rangers en Primera B luego del cambio de formato del fútbol femenino, abandonó Talca para unirse a Universidad de Concepción equipo en el que consolidó como titular en Primera División. En sus primeros años en la ciudad penquista complementó su carrera como futbolista trabajando en un local de comida rápida. En su paso por el campanil sumó 18 goles. Tras diferencias del plantel forero con la dirigencia, Chesca y cuatro compañeras de Universidad de Concepción emigraron a Fernández Vial.
Solo permaneció durante 2022 en el club ferroviario, donde marcó 16 goles y se convirtió en una de las figuras de esa edición del campeonato, recibiendo además el premio a mejor gol del año del fútbol femenino Chileno. En 2023 se convierte en nuevo refuerzo de la Universidad de Chile.

## Selección nacional
Su debut en la selección chilena se produjo el 23 de septiembre del 2023, en un partido amistoso contra Nueva Zelanda que finalizó con victoria para Chile por 3-0. 
Fue parte de la nómina de la selección en los Juegos Panamericanos de 2023, consiguiendo la medalla de plata en dicho evento. 
En 2025, fue convocada para representar a Chile en la CONMEBOL Copa América Femenina. 

### Partidos internacionales
| Selección chilena | Selección chilena | Selección chilena |
| Año               | Partidos          | Goles             |
| ----------------- | ----------------- | ----------------- |
| 2023              | 9                 | 1                 |
| 2024              | 3                 | 1                 |
| Total             | 12                | 2                 |

## Clubes
| Club                      | País  | Año           |
| ------------------------- | ----- | ------------- |
| Rangers                   | Chile | 2013-2018     |
| Universidad de Concepción | Chile | 2019-2021     |
| Fernández Vial            | Chile | 2022          |
| Universidad de Chile      | Chile | 2023-presente |

## Estadísticas

### Clubes
| Rangers · Chile                   | 2014          | 3             |               |    |
| Rangers · Chile                   | 2015          | 4             |               |    |
| Rangers · Chile                   | 2016          | 2             |               |    |
| Rangers · Chile                   | 2017          | 2             |               |    |
| Rangers · Chile                   | 2018          | 5             |               |    |
| Rangers · Chile                   | Total club    | 16            |               |    |
| Universidad de Concepción · Chile | 2019          | 10            |               |    |
| Universidad de Concepción · Chile | 2020          | 2             |               |    |
| Universidad de Concepción · Chile | 2021          | 6             |               |    |
| Universidad de Concepción · Chile | Total club    | 18            |               |    |
| Fernández Vial · Chile            | 2022          | 16            |               |    |
| Universidad de Chile · Chile      | 2023          | 9             |               |    |
| Universidad de Chile · Chile      | 2024          | 10            |               |    |
| Universidad de Chile · Chile      | 2025          | 17            |               |    |
| Universidad de Chile · Chile      | Total club    | 36            |               |    |
| Total Carrera                     | Total Carrera | Total Carrera | Total Carrera | 86 |